# クロード・ノブス
クロード・ノブス (英: Claude Nobs、1936年2月4日 – 2013年1月10日) は、モントルー・ジャズ・フェスティバルの創始者。

## 概要

### 1971年12月のモントルー・カジノの火災
1971年12月4日、モントルー・ジャズ・フェスティバルの会場として利用されていたモントルー・カジノで開かれていたザ・マザーズ・オブ・インヴェンションのコンサートで、観客の一人が会場の天井に向けてフレア・ガンを発射して火災が発生した。ノブスはいち早く危険を察知し、そこにいた多くの人々を勇敢に救出した。
イングランド出身のロックバンドであるディープ・パープルは、同会場をレコーディングに使用する予定で当地に滞在していた。彼等はこの火災の模様を新曲「スモーク・オン・ザ・ウォーター」で歌いアルバム『マシン・ヘッド』で発表した。その歌詞には「Funky Claude was running in and out, pulling kids out the ground.（ファンキー・クロードが行き来し、子供たちを外に逃がした。）」と、ノブスのことが触れられている。同曲は大ヒットソングになった。

## 死去
2012年12月24日、ノルディックスキーの練習中に起きた転倒事故により入院。その後、昏睡状態となり、翌年1月10日、ローザンヌの病院で死去した。76歳没。